# Золотницкий, Алексей Алексеевич
Алексе́й Алексе́евич Золотни́цкий (род. 16 июля 1946, Москва, СССР) — советский и российский актёр театра и кино. Один из самых известных артистов российского кинодубляжа. Заслуженный артист Российской Федерации (1999).

## Биография
Алексей Золотницкий родился и вырос в самом центре Москвы, рядом с Арбатом. Начал озвучивать фильмы ещё в 15 лет, работая рядом с отцом, который был одним из зачинателей дубляжа в СССР.
С 1959 года Алексей проходил обучение в студии при Театре имени Станиславского, где вместе с озвучиванием фильмов играл на сцене, а уже в 16 лет поступил в Высшее театральное училище имени М. С. Щепкина при Малом театре и на филологический факультет МГУ.
В 1967 году стал лауреатом конкурса молодых актёров-чтецов. Тогда же окончил училище имени Щепкина, но университетского диплома так и не получил, потому что после окончании учёбы в театральном вынужден был работать по специальности в течение целых 3 лет.
В разное время играл в Театре имени Маяковского, Театре имени Моссовета, Театре-студии киноактёра. Там же он играл в спектаклях «Горе от ума» (Александр Андреевич Чацкий), «Комедия ошибок» и «Заступница», с 1989 года — в труппе Театра Табакова.
За два десятка лет Алексей Золотницкий сыграл сотни ролей в классических и современных постановках, но не переставал заниматься дублированием фильмов. Его голосом говорили Роберт Редфорд, Роберт де Ниро, Ален Делон, Энтони Хопкинс и Роуэн Аткинсон, также переозвучивал многих советских актёров, в частности, Лембита Ульфсака. С 1994 года он был одним из ведущих голосов на фирме «СВ-Дубль», там вплоть до 2000-х годов им было озвучено и дублировано большое количество фильмов и драматических сериалов для каналов РТР и ТВ-6. Плодотворно работал с режиссёром дубляжа Аллой Гончаровой. По его собственному признанию, он озвучил около 10 тысяч главных ролей. Алексей Алексеевич всегда брезговал озвучиванием картин, провоцировавших к насилию и жестокости. Хотел организовать курс озвучивания во ВГИКе по причине отсутствия хороших педагогов.
Актёр неоднократно снимался в кино и телесериалах, а самый популярный его киногерой — дворецкий Роджерс в «Десяти негритятах». Как говорит сам Золотницкий, на некоторые предложенные ему роли «гэбэшников пенсионного или предпенсионного возраста или бандитов, причём злостных — маньяков, киллеров» ему приходилось просто соглашаться, но он не играл «столько, сколько хочет, и то, что бы ему бы хотелось», как, например, короля Лира, Ричарда III.
12 сентября 2010 года принял участие во встрече с американским актёром Уолтером Кёнигом, исполнителем роли Бестера в фантастическом сериале «Вавилон-5», высоко оценившим актёрскую игру Золотницкого. Также Алексей Золотницкий озвучил одного из ключевых персонажей сериала — посла Республики Центавр Лондо Моллари в исполнении Питера Юрасика.
На данный момент актёр проживает на улице Эйзенштейна в Ростокино, где в 1957 году его родителям дали двухкомнатную квартиру в доме киностудии Горького.
В 2011 году артист перенёс микроинсульт, но продолжал играть в театре. В ноябре 2017 года из-за перенесённого инсульта потерял речь и координацию движений.

## Семья
- Дед — Владимир Николаевич Золотницкий (1853—1930), российский и советский врач, специалист по вопросам туберкулёза, краевед, проживал в Нижнем Новгороде.
- Отец — Алексей Владимирович Золотницкий (1904—1970), режиссёр кино и дубляжа, сценарист. Дублировал старую киноклассику, создал один из первых стереофильмов. Его учителем во ВГИКе был Сергей Михайлович Эйзенштейн[1].
- Старший сын (от первого брака) Владимир Золотницкий (1969—2005) был организатором программы «Криминал» на НТВ, которая сейчас называется «Чрезвычайное происшествие», в 2001—2004 годах — руководитель Службы правовых программ НТВ. Ушёл из жизни от опухоли мозга, ему было 36 лет[7].
- Второй сын актёра Филипп — генерал-лейтенант таможенной службы, начальник Главного управления «Центр мониторинга и оперативного контроля ФТС России».
- Третий сын тоже работает на телевидении — был руководителем нескольких программ, также посвящённых криминальной тематике: «Внимание, розыск!», «Следствие вели…» с Леонидом Каневским, «Вне закона», «Цена любви». На канале ТНТ шла его программа «Необъяснимо, но факт» про всевозможные аномальные явления[1].
- Вторая жена — Людмила Николаевна Золотницкая[5].

## Награды
- Заслуженный артист Российской Федерации (1999)[8].

## Роли в театре О. Табакова
- 1989 — «Затоваренная бочкотара» — Дрожжинин
- 1990 — «Обыкновенная история» — Пётр Адуев
- 1990 — «Матросская тишина» — Чернышов
- 1991 — «Прищучил» — директор школы
- 1994 — «Механическое пианино» — генерал Трилецкий
- 1997 — «Прощайте… и рукоплещите» — Кьяри
- 1998 — «Признания авантюриста Феликса Круля» — штаб-лекарь
- 1998 — «Любовь как милитаризм» — Дедушка
- 1999 — «Идиот» — Епанчин
- 1999 — «Секс, ложь и видео» — голос доктора
- 2000 — «На дне» — Михаил Иванович Костылёв
- 2002 — «Два ангела, четыре человека» — Ликвидатор
- 2002 — «Провинциальные анекдоты» — Базильский
- 2003 — «Синхрон» — Цумпе[9]
- 2004 — «Когда я умирала» — Мозли
- 2005 — «Идеальный муж» — граф Кавершем
- 2010 — «Wonderland-80» — Его Величество Гэбист Беляев

## Фильмография
- 1971 — Легенда тюрьмы Павиак — узник
- 1971 — Брат мой — Василий
- 1972 — Надежда — марксист-кружковец
- 1974 — Большое космическое путешествие — сотрудник центра управления полётом
- 1974 — Гнев — Влад Булеску
- 1975 — В ожидании чуда — Жуков, профессор-математик
- 1976 — Кафе «Изотоп» — учёный
- 1977 — Последняя двойка — учитель географии
- 1978 — Мятежный «Орионъ» — Лебедь
- 1981 — Всё наоборот — кандидат в репетиторы
- 1981 — Ожидание полковника Шалыгина — Стаников
- 1982 — Дыня — Евгений Харитонович, начальник скорого поезда
- 1982 — За старым забором — отец Ксюши
- 1982 — Казнить не представляется возможным
- 1983 — День командира дивизии — Витевский
- 1983 — Я, сын трудового народа — Клембовский
- 1985 — И на камнях растут деревья
- 1985 — Картина — Рогинский
- 1986 — Я сделал всё, что мог — Стригущенко
- 1986 — Бармен из «Золотого якоря» — офицер иностранного судна
- 1986 — Выкуп — Бертран, помощник комиссара полиции
- 1987 — Десять негритят — мистер Роджерс
- 1987 — Цвет корриды — Астанин
- 1989 — В Альдебаран! — пришелец
- 1989 — Женщины, которым повезло — окулист
- 1989 — Приговорённый — Сёма Моргун, водитель
- 1989 — Светик — Кочин
- 1990 — Шереметьево 2 — главарь банды рэкетиров
- 1992 — Большой капкан, или Соло для кошки при полной луне — Юрий Иванович, врач
- 1992 — Чёрный квадрат — Николай Петрович
- 1993 — Урод — полковник
- 1994 — Поезд до Бруклина — Бандит
- 1995 — Какая чудная игра — капитан госбезопасности
- 2001 — Конференция маньяков (телесериал) — прокурор Сегалов
- 2005 — Херувим — Гамлет Рубенович Аванесов, врач-хирург
- 2006 — Угон (телесериал) — Леонид Семёнович
- 2007 — Оплачено смертью — Данилевский (фильм 4-й: «Тайна вольных каменщиков»)
- 2010 — Учитель в законе. Продолжение (телесериал)

## Дубляж и закадровое озвучивание

### Фильмы
- 1999 — Догма — Азраил — Джейсон Ли[10]
- 1980 — Трюкач — Кэмерон — Стив Рэйлсбек[11]
- 1975 — Три дня Кондора — Джозеф Тёрнер (Кондор) — Роберт Редфорд[11]
- 1977 - Инкогнито  из Петербурга - Хлестаков - Сергей Мигицко

### Телесериалы
- 1994 — 1998 — Вавилон-5[3][4] — Лондо Моллари — Питер Юрасик, доктор Стивен Франклин — Ричард Биггс, Альфред Бестер — Уолтер Кёниг; треть мужских ролей (все сезоны, за исключением нескольких серий — озвучивание студий «СВ-Кадр» в 1996—1998 годах и «СВ-Дубль» в 2000 году для МНВК-ТВ-6)

## Озвучивание

### Мультфильмы
- 1984 — Сказка о царе Салтане — князь Гвидон
- 1986 — Ловушка для кошек — Нерон фон Шварц

### Телепередачи и документальные фильмы
- 1978 — Лекарство против страха — капитан милиции Станислав Павлович Тихонов (роль Александра Фатюшина)
- 1989 — Б. Брехт. Что тот солдат, что этот (телеспектакль, ЦТ СССР) — читает закадровый перевод с немецкого
- 2002—2003, 2005—2006 — Вне закона (ТВС, Первый канал)
- 2003 — Короли смеха. Олег Попов (Первый канал)
- 2004—2005 — Цена любви (ТНТ)
- 2010 — Мистическая гибель звёзд (Первый канал) — читает отрывок из книги «Монолог» Игоря Талькова